# Jóhannes Haukur Jóhannesson
Jóhannes Haukur Jóhannesson, född 26 februari 1980, är en isländsk skådespelare.

## Filmografi (i urval)
- 2008 – Reykjavik-Rotterdam
- 2014 – Noah
- 2016 – The Last Kingdom (TV-serie)
- 2017 – Atomic Blonde
- 2018 – Alpha
- 2019 – Beforeigners (TV-serie)
- 2020 – Bloodshot
- 2020 – Cursed (TV-serie)
- 2022 – Vikings: Valhalla (TV-serie)
- 2024 – Those About to Die (TV-serie)
- 2025 – Captain America: Brave New World
- 2025 – Vigdis – den första kvinnan (TV-serie)
- 2026 – Masters of the Universe